# Tom Wandell
Tom Wandell, född 29 januari 1987 i Södertälje, är en svensk professionell ishockeyspelare som spelar för Djurgårdens IF i SHL.
Han har tidigare spelat för HK Amur Khabarovsk, HK Admiral Vladivostok, Avangard Omsk och HK Spartak Moskva i KHL och Dallas Stars i NHL.
Wandell valdes av Dallas Stars som 146:e spelare totalt i NHL-draften 2005.
Säsongen 2006-2007 var Wandell utlånad till Ässät i FM-ligan och säsongen 2007–08 till Timrå IK i Elitserien.
I början av november 2008 stod det klart att Wandell skulle tillbaka till Dallas Stars och spela istället för Sean Avery som hade blivit avstängd. Den 10 december 2008 gjorde Wandell sin NHL-debut mot Phoenix Coyotes och den 12 december gjorde han sitt första NHL-mål mot Detroit Red Wings i en match som slutade 3-1 till Dallas.
Inför säsongen 2016/2017 presenterades Wandell som ett av Örebro HK:s nyförvärv.

## Statistik

### Klubbkarriär
| 2005–06           | Södertälje SK         | Elitserien        | 6   | 0  | 0  | 0  | 0  | — | — | — | — | — |
| 2005–06           | Södertälje SK         | Allsvenskan       | —   | —  | —  | —  | —  | 1 | 1 | 0 | 1 | 0 |
| 2006–07           | Ässät                 | FM-l              | 50  | 6  | 6  | 12 | 20 | — | — | — | — | — |
| 2007–08           | Iowa Stars            | AHL               | 53  | 10 | 9  | 19 | 16 | — | — | — | — | — |
| 2007–08           | Idaho Steelheads      | ECHL              | 3   | 3  | 0  | 3  | 2  | — | — | — | — | — |
| 2008–09           | Timrå IK              | Elitserien        | 51  | 15 | 26 | 41 | 26 | 7 | 0 | 4 | 4 | 0 |
| 2008–09           | Dallas Stars          | NHL               | 14  | 1  | 2  | 3  | 4  | — | — | — | — | — |
| 2009–10           | Dallas Stars          | NHL               | 50  | 5  | 10 | 15 | 14 | — | — | — | — | — |
| 2010–11           | Dallas Stars          | NHL               | 75  | 7  | 2  | 9  | 14 | — | — | — | — | — |
| 2011–12           | Dallas Stars          | NHL               | 72  | 6  | 9  | 15 | 16 | — | — | — | — | — |
| 2012–13           | Severstal Tjerepovets | KHL               | 26  | 2  | 7  | 9  | 18 | — | — | — | — | — |
| 2012–13           | Dallas Stars          | NHL               | 18  | 1  | 0  | 1  | 4  | — | — | — | — | — |
| 2012–13           | Texas Stars           | AHL               | 11  | 0  | 4  | 4  | 4  | — | — | — | — | — |
| 2013–14           | Spartak Moskva        | KHL               | 50  | 5  | 9  | 14 | 26 | — | — | — | — | — |
| 2014–15           | Avangard Omsk         | KHL               | 38  | 2  | 8  | 10 | 18 | — | — | — | — | — |
| 2014–15           | Admiral Vladivostok   | KHL               | 19  | 5  | 5  | 10 | 2  | — | — | — | — | — |
| Elitserien totalt | Elitserien totalt     | Elitserien totalt | 57  | 15 | 26 | 41 | 26 | 7 | 0 | 4 | 4 | 0 |
| FM-ligan totalt   | FM-ligan totalt       | FM-ligan totalt   | 50  | 6  | 6  | 12 | 20 | — | — | — | — | — |
| NHL totalt        | NHL totalt            | NHL totalt        | 229 | 20 | 23 | 43 | 52 | — | — | — | — | — |